# فرناندو أوتيرو
فرناندو أوتيرو (بالإسبانية: Fernando Martin Otero)‏ هو ملحن وعازف بيانو أرجنتيني، ولد في 1 مايو 1972 في بوينس آيرس في الأرجنتين.